# Poblanerías (medio de comunicación)
Poblanerías es un medio de comunicación digital independiente fundado en la ciudad de Puebla el 21 de febrero de 2006 por Juan Carlos Sánchez y Luis Enrique Sánchez; que además forma parte del directorio de Sembra Media, una organización que agrupa a los medios independientes digitales más importantes de Iberoamérica.
El actual enfoque de este medio de comunicación es el Periodismo de soluciones, así como la información local del estado de Puebla y personajes poblanos que destacan en el mundo.
La principal fuente de financiamiento de este medio de comunicación es la venta de espacios publicitarios en su sitio web, artículos patrocinados y han sido premiados con el Fondo de Ayuda de Emergencia para el Periodismo de Google.
De acuerdo con un informe de Alexa Web ranking en abril de 2021, Poblanerias se ubicó como el sexto medio de comunicación digital más leído en el estado de Puebla.

## Línea editorial
La línea editorial de Poblanerías tiene un enfoque al Periodismo de soluciones híper local, así como la identidad cultural de los poblanos, tratando temas como la perspectiva de género, movilidad, comunidad LGBTIQ+, trámites, feminismo, becas, verificación de discurso y denuncia social, entre otros.
Los contenidos que principalmente produce Poblanerias corresponden a las categorías de cultura, turismo, educación, economía, política, seguridad y movilidad.

## Colaboración con otros medios
Durante su existencia, Poblanerías se ha dado a conocer por ser un medio que colabora con diferentes medios de comunicación para la creación y difusión de contenidos.
Todos los contenidos que crean en formato de texto, video, audio y fotografía están etiquetados bajo la licencia de Creative Commons BY-NC, permitiendo a cualquier persona utilizarlos sin fines comerciales y con la atribución correspondiente.
Debido al uso de esta licencia, sus contenidos han sido publicados en medios como CNX Noticias, Conexión Migrante, Manatí, y Almanaque, entre otros.
Otros medios han citado a Poblanerías en investigaciones, reportajes y columnas de opinión. Entre esos medios destacan: El Heraldo de México, SinEmbargo, Periodismo Hoy y Homosensual, entre otros.

### Detector Puebla
Durante las Elecciones estatales de Puebla de 2021, Poblanerias, en conjunto con otros cuatro medios de Puebla (Lado B, Manatí, El Popular y Serendipia) crearon la iniciativa “Detector Puebla”, la cual tuvo como finalidad contrastar la veracidad del discurso político de las campañas estatales.
Esta iniciativa estuvo asesorada por Verificado.com.mx, un medio mexicano dedicado a la revisión del discurso político, para evitar información errónea entre los votantes.
A lo largo de la campaña electoral, los medios verificaron más de 30 frases dichas por políticos aspirantes a puestos de elección popular como presidencias municipales y diputaciones locales y federales.

## Coberturas destacadas
Durante su existencia, Poblanerías ha realizado diferentes coberturas informáticas significativas, entre las cuales destacan las siguientes:
- Manifestación pidiendo la renuncia de Mario Marín en 2006
- Caso Ximena Navarrete[15]
- Aprobación de la Ley bala en Puebla
- XXII Juegos Centroamericanos y del Caribe
- Accidente aéreo del Agusta A109S
- Mega marcha estudiantil en Puebla de 2020
- e-Prix de Puebla de 2021
- Copa Mundial de Tiro con Arco
- Muerte de Miguel Barbosa Huerta

## Incidentes
Al ser un medio de comunicación independiente, Poblanerías ha sido víctima de diferentes ataques para cesar sus actividades periodísticas.
El 31 de agosto de 2011, Juan Carlos Sánchez, fue agredido por dos policías ministeriales, quienes les provocaron un esguince de cuello por documentar la detención de dos presuntos delincuentes en Puebla.  Tras este incidente se realizó la denuncia ante la Procuraduría General de la República y fue atendida por la Fiscalía Especial para Atención de Delitos Cometidos Contra la Libertad de Expresión.
En la cobertura del Campeonato Sub-20 de la Concacaf de 2013, Juan Carlos Sánchez, fotógrafo de Poblanerías fue víctima del robo de su equipo fotográfico en la cancha del Estadio Cuauhtémoc. A pesar de realizar la denuncia correspondiente y exponerlo en la sala de prensa del inmueble, las autoridades nunca pudieron dar con el ladrón del equipo.
En julio de 2014, Luis Enrique Fernández, quien fungía como director del medio, sufrió un robo al interior de su domicilio el robo de una computadora de trabajo tras haber realizado críticas a funcionarios públicos por el exceso de fuerza en las protestas realizadas en San Bernardino Chalchihuapan.
Durante la cobertura de una manifestación por el feminicidio de Zyanya Figueroa, dos reporteras de Poblanerías fueron rociadas con gas pimienta durante la cobertura por personal de la Fiscalía General del Estado de Puebla en un intento de reprimir a manifestantes y periodistas.

## Otros productos informativos
Actualmente, Poblanerías cuenta con diferentes productos informativos en formato multimedia, ofreciendo servicios a medios de comunicación o particulares:
- Agencia La Resistencia
- Wikipuebla
- Chelaterapia
- Pueblarte
- In English, Please!